# Casa del Podestà w Maceracie
Casa del Podestà (także Casa della Gabella) – zabytkowy budynek z XIV w. przy Piazza del Mercato w Maceracie.

## Historia
Budynek, który został wzniesiony w XIV w. Był siedzibą komory celnej. Na wyższych piętrach znajdowały się cele więzienne. W XV w. budynek przerobiono na mieszkalny. Później służył jako hospicjum dla pielgrzymów. Na północnej ścianie znajduje się herb, który przywodzi na myśl własność rodziny Gasparrinich.